# Zoltan Kondorossy
Zoltan Kondorossy (ur. 28 stycznia 1906 w Aradzie, zm. ?) – rumuński zapaśnik. Uczestnik Igrzysk Olimpijskich w 1936 w Berlinie. Na igrzyskach uczestniczył w turnieju w wadze ciężkiej (powyżej 87 kg), w którym przegrał obie walki przed czasem.